# V husí kůži
V husí kůži (v anglickém originále Duck Duck Goose) je čínsko-americký animovaný a komediální film režiséra Chrisa Jenkinsa. Film dabovali například Jim Gaffigan, Zendaya, Greg Proops, Natasha Leggero, Stephen Fry a Carl Reiner.